# Fast Food Nation
Fast Food Nation es una película de 2006 dirigida por Richard Linklater, basada en el libro homónimo de Eric Schlosser. Fue filmada en México y en los Estados Unidos. Al igual que el libro (título: Fast Food Nation), la película ofrece una mirada crítica a la influencia mundial de la industria estadounidense de las comidas rápidas.
La película se estrenó oficialmente en la edición número 59 del Festival de Cine de Cannes, donde se realizó un encuentro entre el equipo del filme y la prensa internacional. Participan, entre otros, los actores Ana Claudia Talancón, Greg Kinnear, Catalina Sandino Moreno, Ethan Hawke, Patricia Arquette, Kris Kristofferson, Bruce Willis y Avril Lavigne.
El actor Ethan Hawke, parte del elenco, junto con artistas como Andrea Muñoz y Patricia Arquette, manifestó que, si bien no esperan cambiar el mundo ni el "estilo de vida estadounidense", buscan generar inquietud en el público "para que se sientan motivados a leer más, a ilustrarse sobre este tema y a descubrir todo lo que puede haber detrás de una simple hamburguesa y de su producción".

## Adaptación
Esta producción está inspirada en el libro homónimo de Eric Schlosser, un best seller en Estados Unidos, con el cual se planeó inicialmente hacer un documental, al estilo de Fahrenheit 9/11 de Michael Moore. "Afortunadamente, Richard llegó a mí con una idea mejor, para hacer una historia de ficción, en lugar de un documental, que habría sido lo lógico", comentó Schlosser.[cita requerida]